# تركي علي العزاوي
تركي علي محمود العزاوي (1939 م -)، هو كاتب وأكاديمي عراقي حاصل على الدكتوراه في التاريخ.

## مؤلفاته
- المقتبس من التداوي بالأعشاب.
- ألف مثال ومثال مما قيل وقال. أمثال عراقية من الأوساط الشعبي.
- جهود ولاة الأندلس العسكرية: في إيبيريا وخلف جبال البرتات 92 هـ/710 م ـ - 138 هـ/755 م.[1]
- معجم شاعرات الاندلس: مع رقائق مستعذبة من شعرهنّ الرائع.[2]
- أعلام الطب العربي في بلاد الأندلس: بنو زهر الأندلسيون نموذجا.[3]
- معجم التداوي بالأعشاب في التراث الطبي العربي (جزئين).[4][5]
- رايات المبرزات وغايات المميزات من النساء الأندلسيات.
- أبو بكر محمد بن زهر الأندلسي الملقب بالحفيد طبيبا سياسيا وأديبا.
- المستطرف من الأمثال الشعبية والمستظرف من قصصها المحكية.
- من تاريخ أرياف العراق في القرن العشرين : الحياة الريفية في أرض عكاب الباشية نموذجا.[6]